# Lepidophthalmus tridentatus
Lepidophthalmus tridentatus is een tienpotigensoort uit de familie van de Callianassidae. De wetenschappelijke naam van de soort is voor het eerst geldig gepubliceerd in 1868 door von Martens.